# Cecrífalo
El cecrífalo  (en griego: κεκρύφαλος, kekryphalos), es un tipo de tocado y peinado femenino de la antigua Grecia, que consistía en una redecilla o tira de tela que sujetaba el cabello en la parte superior posterior del cráneo.
Según Hans van Wees, el origen de la palabra es el ático kekruphalon «que cubre el falo (en griego: κεφαλη = cefalé, ‘cabeza’), es decir, la parte superior del cráneo».

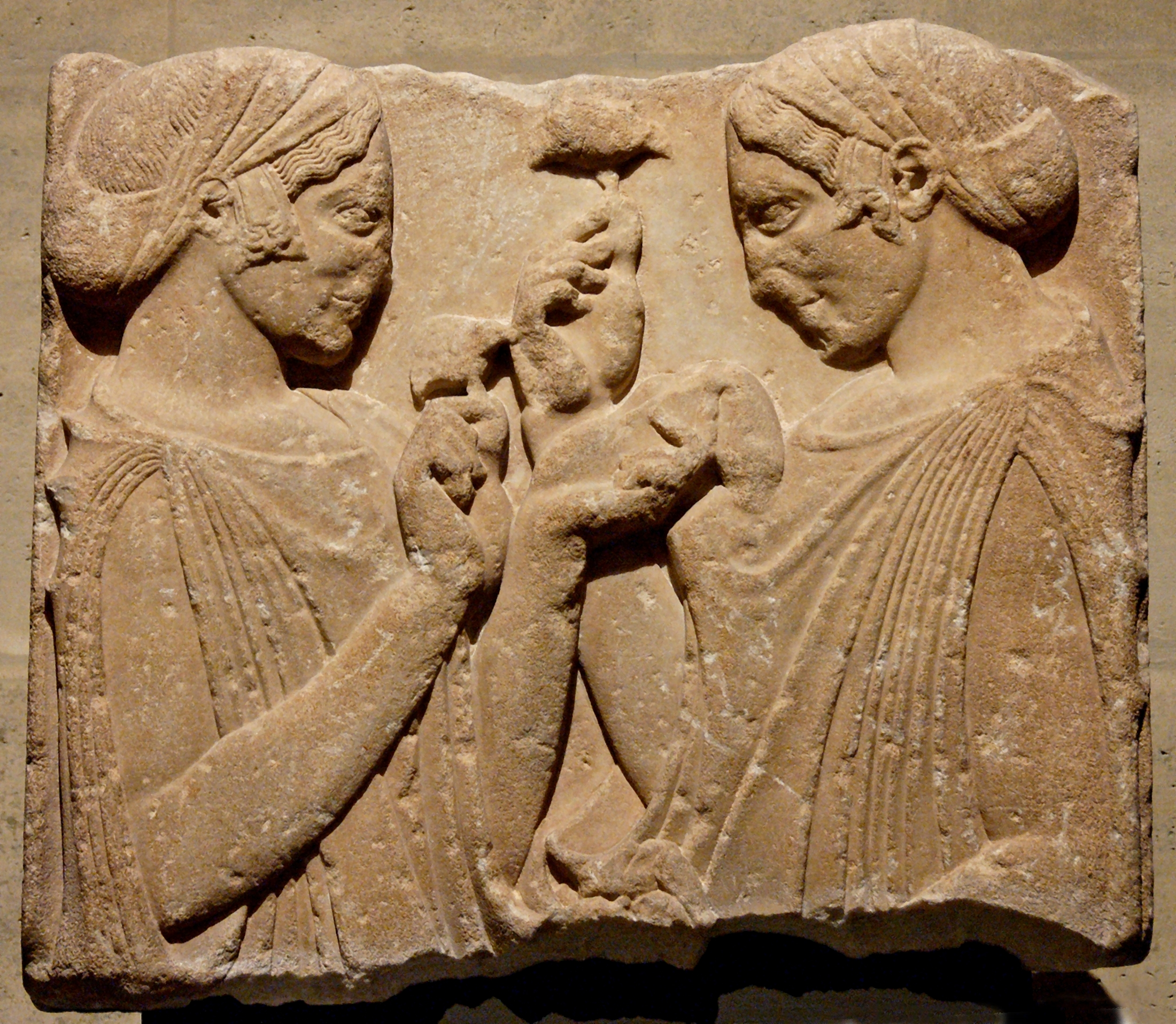
Dos mujeres luciendo el cecrífalo en una estela, mármol de Paros, alrededor de 470-460 a. C. Museo del Louvre.
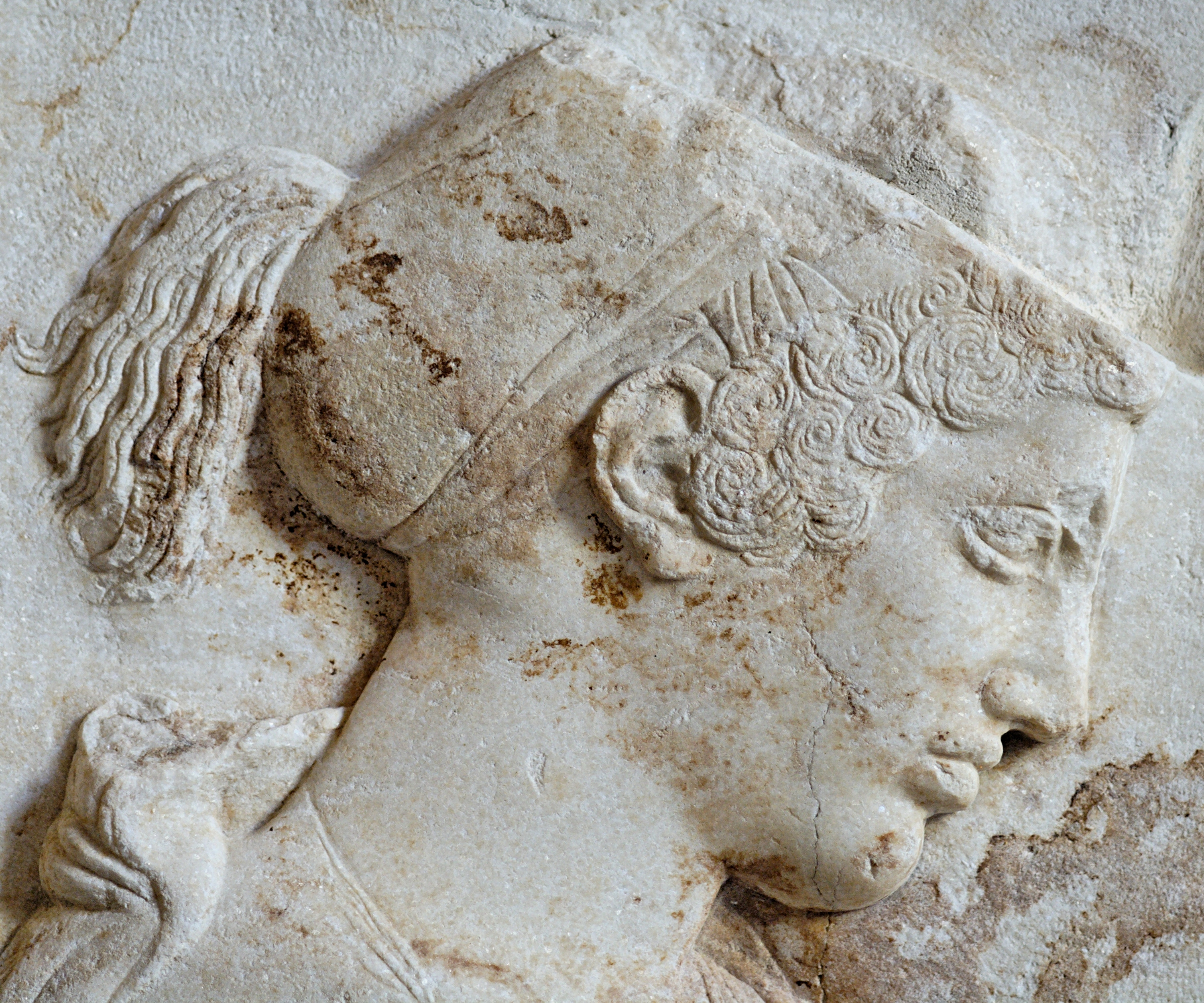
Retrato de Filis, hija de Cleomenes, portando un cecrífalo, detalle de un estela funeraria en mármol de Tasos. Ca. 450 a. C..Museo del Louvre.
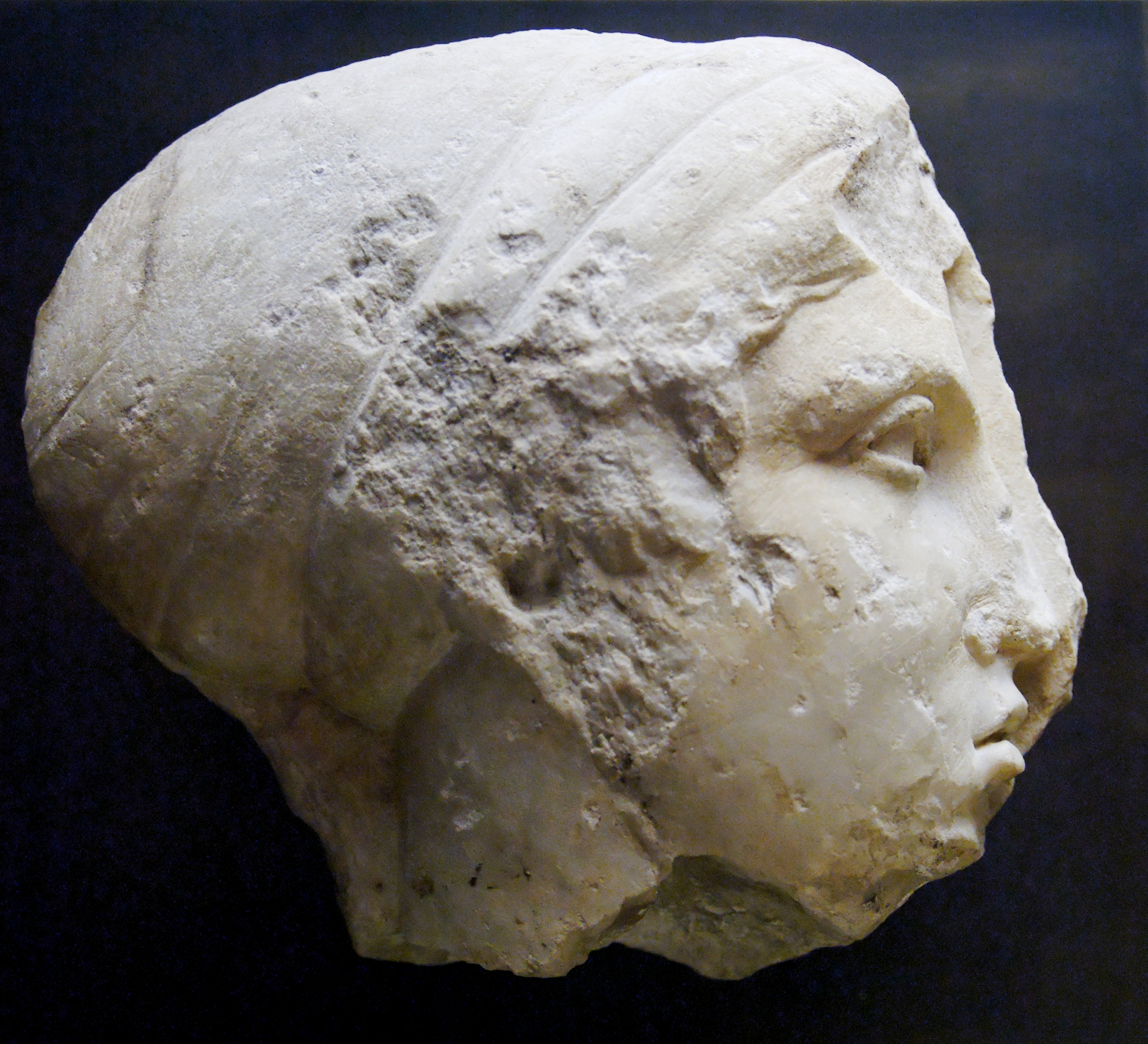
Mujer con cecrífalo, mármol pentélico, ca. 400 a. C. Museo del Louvre.